# Spilosoma leucothorax
Spilosoma leucothorax là một loài bướm đêm thuộc phân họ Arctiinae, họ Erebidae.